# 乳酸コバルト
乳酸コバルト(Cobalt lactate)は、コバルトと乳酸の塩で、化学式はCo(C3H5O3)2である。

## 合成
乳酸コバルトは、コバルトの水和酸化物と乳酸を沸騰させることで形成される。

## 物理的性質
乳酸コバルトは、桃の花のような赤色の塩である。水に溶ける。
加熱すると黒色になり、発火して酸化コバルトが残る。

## 利用
乳酸コバルトは、泌乳後期の乳牛の牛の混合飼料に混ぜて与えられる。